# 洪命熹
洪 命熹（ホン・ミョンヒ、朝鮮語: 홍명희/洪命憙、1888年5月23日 - 1968年3月5日）は、朝鮮の独立運動家、作家。本貫は豊山洪氏。忠清北道槐山出身。号は碧初。

## 経歴
1905年日本の東京に留学するが、1910年の日韓併合時、錦山郡守であった父・洪範植の自決により、中国に亡命し、申采浩らと交友し、独立運動に参加する。1919年の三・一独立運動では故郷の槐山でデモ活動を指導する。『東亜日報』の主筆を務める。後に東亜日報の主筆、時代日報社の社長、五山学校校長などを務める。小説『林巨正』を執筆する。1927年からは、民族統一戦線組織新幹会運動の中心となったが、1929年に検挙され、投獄された。
1945年の光復後は、南朝鮮で政治運動を展開する。1948年の南北連席会議に参加する。その後、越北して1948年9月9日に朝鮮民主主義人民共和国（北朝鮮）が建国されると同国の副首相を務めた。1962年に最高人民会議常任委員会副委員長になる。1968年3月5日に病没。
1990年代後半から2000年代にかけて政治活動で消息が伝えられた洪錫亨（洪石亨）は孫。